# Lettischer Unabhängigkeitskrieg
Als Lettischer Unabhängigkeitskrieg werden die bewaffneten Auseinandersetzungen auf dem Staatsgebiet Lettlands von der Ausrufung der Republik am 18. November 1918 bis zum Friedensschluss mit Sowjetrussland am 11. August 1920 bezeichnet. Die Kämpfe werden im heutigen Lettland auch als „Lettischer Befreiungskrieg“ (Latvijas atbrīvošanas karš) bezeichnet. Neben der Durchsetzung der staatlichen Unabhängigkeit gegenüber Russland wird bei diesem Begriff auch betont, dass die jahrhundertealte Vormachtstellung der Deutschbalten beseitigt wurde. In der Sowjetunion und der Lettischen SSR wurde die Periode als Teil der ausländischen Intervention im Russischen Bürgerkrieg aufgefasst.
Der Lettische Unabhängigkeitskrieg war zugleich ein Bürgerkrieg. 1919 bestanden zeitweise drei verschiedene lettische Regierungen. Die von Moskau unterstützte sozialistische Regierung von Pēteris Stučka hatte dabei anfangs den größten Rückhalt im lettischen Volk.
Die bürgerliche Regierung mit dem Ministerpräsidenten Kārlis Ulmanis stützte sich auf die Siegermächte des Ersten Weltkriegs, war jedoch zeitweise auf deutsche und estnische Waffenhilfe gegen das sowjetische Lettland angewiesen. Nach einem Militärputsch der deutschbaltischen Minderheit gegen Ulmanis bestand für eine kurze Zeit eine dritte Regierung mit Andrievs Niedra als Ministerpräsidenten, die sich auf die deutschen Truppen im Land stützte.
Nach mehreren militärischen Niederlagen arrangierte sich Sowjetrussland mit den neuen bürgerlichen Staaten Lettland, Estland und Litauen, um Kräfte für andere Fronten des Russischen Bürgerkriegs freizubekommen. Mit der Unterzeichnung des Friedensvertrags von Versailles am 28. Juni 1919 verlor auch die deutsche Machtpolitik im Baltikum ihre Grundlage. Ein abenteuerlicher Versuch der anwesenden deutschen Militärs, mit Hilfe weißer russischer Kräfte weiterhin die Interessen der Alliierten zu bekämpfen, scheiterte im Herbst 1919 an der inzwischen gefestigten bürgerlich-lettischen Armee. Eine großangelegte Offensive aller antisowjetischen Kräfte kam im Baltikum nicht zustande. Als sich der sowjetische Sieg im Bürgerkrieg abzeichnete, gaben die westlichen Alliierten ihre Interventionspolitik auf, so dass die Existenz der drei baltischen Staaten auch von dieser Seite her gesichert war.

## Chronologie

### 1918
- März 1918: Nach Scheitern der Verhandlungen mit Sowjetrussland besetzt die deutsche 8. Armee das gesamte Gebiet Lettlands.
- 11. November 1918: Der Waffenstillstand von Compiègne beendet den Ersten Weltkrieg.
- 18. November 1918: Der Lettische Volksrat ruft die unabhängige Republik Lettland aus. Vorläufige Anerkennung durch Großbritannien.
- 26. November 1918: Anerkennung der Regierung durch die deutsche Besatzungsmacht mit Übergabe der Zivilverwaltung.
- 27. November 1918: Deutschland wird aufgrund § 12 des Waffenstillstands von Compiègne zur Verteidigung des lettischen Staatsgebiets gegen Sowjetrussland verpflichtet.
- Dezember 1918: Einmarsch sowjetischer Truppen in Lettland.
- 17. Dezember 1918: Ausrufung der Lettischen Räte-Republik.
- 29. Dezember 1918: Vertrag der bürgerlichen lettischen Regierung mit reichsdeutschen Freiwilligenverbänden zum Schutz des lettischen Staatsgebiets vor den Bolschewisten.

### 1919
- 4. Januar 1919: Besetzung Rigas durch sowjetische Truppen.
- Januar 1919: Vorstoß der sowjetischen Truppen auf dem Gebiet Lettlands bis an den Fluss Venta (dt.: Windau).
- Januar 1919: Gegenoffensive der estnischen Armee im Osten und Süden Estlands.
- 7. Januar 1919: Entstehung von national-lettischen Einheiten in Estland.
- 3. März 1919: Gegenoffensive von vereinigten deutschen, baltischen und national-lettischen Truppen in Kurland.
- 16. April 1919: Baltenputsch in Liepāja (dt.: Libau).
- 22. Mai 1919: Eroberung Rigas durch Baltische Landeswehr und deutsche Freikorps
- 6. Juni 1919: Gefechte zwischen Baltischer Landeswehr und estnischer Armee bei Cēsis.
- 22. Juni 1919: Schlacht bei Cēsis (dt.: Wenden).
- 3. Juli 1919: Waffenstillstand von Strasdenhof.
- 6. Juli 1919: Einmarsch des lettischen Nordkorps in Riga. Bildung einer neuen bürgerlichen Regierung und der lettischen Armee.
- 19. Juli 1919: Abkommen über den Abtransport der reichsdeutschen Truppen.
- August/September 1919: Bildung der russischen Bermondt-Armee mit deutschen Freikorps in Kurland.
- 8. Oktober 1919: Angriff der Bermondt-Armee auf Riga.
- 3. November 1919: Offensive der lettischen Armee in Kurland.
- 26. November 1919: Kriegserklärung Lettlands an das Deutsche Reich und Abbruch der diplomatischen Beziehungen.

### 1920
- 3. Januar 1920: lettisch-polnische Offensive in Lettgallen.
- 13. Januar 1920: Die lettische Räteregierung tritt zurück.
- 1. Februar 1920: Waffenstillstand zwischen der Republik Lettland und Sowjetrussland.
- 15. Juli 1920: Friedensschluss Lettlands mit Deutschland.
- 11. August 1920: Abschluss des Friedens von Riga mit Sowjetrussland.

## Vorgeschichte

### Soziale Verhältnisse im 19. Jahrhundert
Zwischen 1817 und 1819 fand in den Ostseeprovinzen des russischen Imperiums die Bauernbefreiung statt, 1861, zusammen mit dem übrigen Russland, auch in der Landschaft Lettgallen. Dadurch wurde es vielen Letten möglich, höhere Berufe auszuüben und sich Bildung anzueignen. In Städten wie St. Petersburg und Riga bildete sich eine völkische Intelligenz. In der Bewegung der Jungletten wurden erstmals Forderungen nach nationaler Selbstbestimmung erhoben.
Die sozialen Gegensätze im russischen Imperium verliefen im Baltikum weitgehend entlang der ethnischen Gruppen. Der Hass der vielen Landlosen richtete sich gegen die Herrschaft und Kultur der deutsch-baltischen Barone, Pfarrer, Rechtsanwälte etc. Revolutionäre Parolen fanden einen breiten Widerhall auch bei der einfachen Bevölkerung. Als die Revolution 1905 ausbrach, führte der Gegensatz zwischen Deutschbalten und Letten erstmals zu blutigen Auseinandersetzungen.

### Erster Weltkrieg bis 1917
Die Bevölkerung Lettlands litt besonders unter dem Krieg, da die Frontlinie lange Zeit durch das Land verlief. Als die deutsche Armee 1915 Kurland eroberte, wurden mehrere zehntausend Einwohner ins innere Russland zwangsevakuiert. Die deutschbaltische Minderheit im Land war starken Repressalien seitens der zaristischen Behörden ausgesetzt, obwohl die meisten wehrfähigen Männer loyal in der russischen Armee gegen Deutschland kämpften. Die deutschen und russischen Armeen versorgten sich teilweise aus dem Land, und zehntausende verarmte Flüchtlinge mussten versorgt werden. Wie im übrigen Europa sah die kriegsmüde Bevölkerung die alten herrschenden Schichten als Schuldige am Elend.
1916 wurden erstmals nationale lettische Schützenregimenter gebildet, die sich im Kampf gegen Deutschland bewährten, aber auch hohe Verluste hatten, besonders während der Aa-Schlachten (Митавская операция, Ziemassvētku kaujas) vom 5. bis 11. Januar 1917.

### Nach der Februarrevolution 1917
Nach der Februarrevolution in Russland bildeten sich auch lettische politische Parteien. Die bedeutendsten waren die lettischen Bolschewiki, die lettischen Menschewiki und der Lettische Bauernverband. Als klar wurde, dass die Regierung Kerenski eine kulturelle und politische Autonomie Lettlands nicht dulden würde, setzte sich der Bauernverband erstmals die volle staatliche Unabhängigkeit Lettlands von Deutschland und Russland zum Ziel. Er versuchte, vor allem in England Unterstützung zu finden.
Auch seitens der Deutschbalten wurde versucht, in Anlehnung an das Deutsche Reich durch die Bildung eines Vereinigten Baltischen Herzogtums eine staatliche Loslösung von Russland zu erreichen.

### Nach der Oktoberrevolution 1917
Die Herrschaft der Bolschewiki nach der Oktoberrevolution dauerte im Baltikum nicht sehr lange. Im März 1918 wurde das gesamte Gebiet von der deutschen 8. Armee besetzt.
Die Masse der lettischen Schützenregimenter ging frühzeitig zu den Bolschewiki über und wurde im Bürgerkrieg eingesetzt.
Mit dem Sieg der Entente Cordiale im Ersten Weltkrieg waren die Voraussetzungen für eine Unabhängigkeit Lettlands gegeben:
- In Deutschland brachte die Novemberrevolution eine sozialistische Regierung hervor. Durch die Kriegsniederlage war Deutschland außenpolitisch machtlos.
- In Russland tobte der Bürgerkrieg, so dass auch hier keine starke einheitliche Macht vorhanden war.
- Um Deutschland von Russland zu trennen, wurde von vielen Politikern der Entente die Schaffung einer Kette kleiner nationaler Staaten in Osteuropa erwogen. Der amerikanische Präsident Woodrow Wilson hatte zudem das Selbstbestimmungsrecht der Völker verkündet.

## Erster Abschnitt: Abwehr der sowjetischen Invasion

### Lettische Staatsgründung und Entwicklung 1918
Am 11. November 1918 beendete der Waffenstillstand von Compiègne die Kampfhandlungen des Ersten Weltkriegs. Die neue deutsche Regierung gab Anweisungen, die besetzten Ostgebiete zu räumen. Anders als in der Ukraine und Polen erwog die Regierung, das Baltikum nach Möglichkeit noch länger besetzt zu halten. Die deutsche Armeeführung hingegen betrachtete einen schnellen Abtransport aufgrund von Meutereien ihrer Truppen als unumgänglich. Die Masse der Soldaten strebte nach Hause und sah keinen Sinn darin, nach dem verlorenen Krieg ihre Haut für die Interessen der „baltischen Barone“ zu Markte zu tragen. Neugebildete Soldatenräte nahmen eigenständig Verhandlungen mit den Bolschewiki auf, die bereits zum Marsch nach Westen aufmarschierten.
Am 18. November 1918 erklärte der Lettische Volksrat in Riga die Republik Lettland für unabhängig und wählte Kārlis Ulmanis zum Ministerpräsidenten. Die vorläufige Anerkennung bis zu einer Friedenskonferenz durch das Vereinigte Königreich war bereits vorher durch den nunmehrigen Außenminister Zigfrīds Meierovics sichergestellt worden. Am 26. November erfolgte die Anerkennung auch seitens Deutschlands.
Die lettische demokratische Regierung hatte mit vielen Problemen zu kämpfen. Da sie weder über Geld noch Machtmittel verfügte, war sie auf Zusammenarbeit mit der deutschen Besatzungsmacht angewiesen. Die Vertreter der jüdischen, deutsch-baltischen und russischen nationalen Minderheiten erkannten sie nicht an, und auch in der lettischen Bevölkerung hatte sie wenig Rückhalt. Die Masse der Arbeiter und Landlosen erhoffte sich stattdessen von den Bolschewiki Landverteilung und Herrschaft des Proletariats. Zusätzlich bestanden die sowjetischen Invasionstruppen hauptsächlich aus den eigenen lettischen Schützenregimentern.
Die Briten setzten als Machtmittel ein Geschwader in der Ostsee ein. Eine Anlandung von eigenen Truppen wurde jedoch nicht in Betracht gezogen. Bis sich die neuen Staaten selbst verteidigen konnten, sollten stattdessen die unterlegenen deutschen Truppen zum Schutz des lettischen Staatsgebiets herangezogen werden. Der Artikel 12 des Waffenstillstands von Compiègne wurde von den Alliierten so interpretiert, dass die Deutschen ohne ausdrücklichen Auftrag der Alliierten nicht berechtigt seien, sich aus dem Baltikum zurückzuziehen. Daraufhin entstand in der deutschen Regierung der Eindruck, Deutschland solle verpflichtet werden, für die Alliierten im Kampf gegen den Bolschewismus im Baltikum „die Kastanien aus dem Feuer zu holen“, wie es Reichskolonialminister Johannes Bell formulierte.
Um diese Aufgabe zu erfüllen, den Abtransport des Heeresguts zu sichern und politischen Einfluss im Baltikum zu wahren, wurde vom Reichsbevollmächtigten für das Baltikum August Winnig, vom AOK 8 und vom Soldatenrat Rigas die Anwerbung von Freiwilligen aus den sich auflösenden Heereseinheiten betrieben. Nach einem am 7. Dezember 1918 zwischen der lettischen Regierung und August Winnig geschlossenen Vertrag sollten außerdem die Truppen der Lettischen Republik als Baltische Landeswehr bis zu einer Stärke von 18 lettischen, 7 deutsch-baltischen und einer russischen Kompanie vermehrt werden. Ausrüstung und Verpflegung sollte vorerst das Deutsche Reich stellen, zum Kommandeur sollte ein Offizier eines neutralen Staates berufen werden.

### Die Politik der auswärtigen Mächte im Baltikum

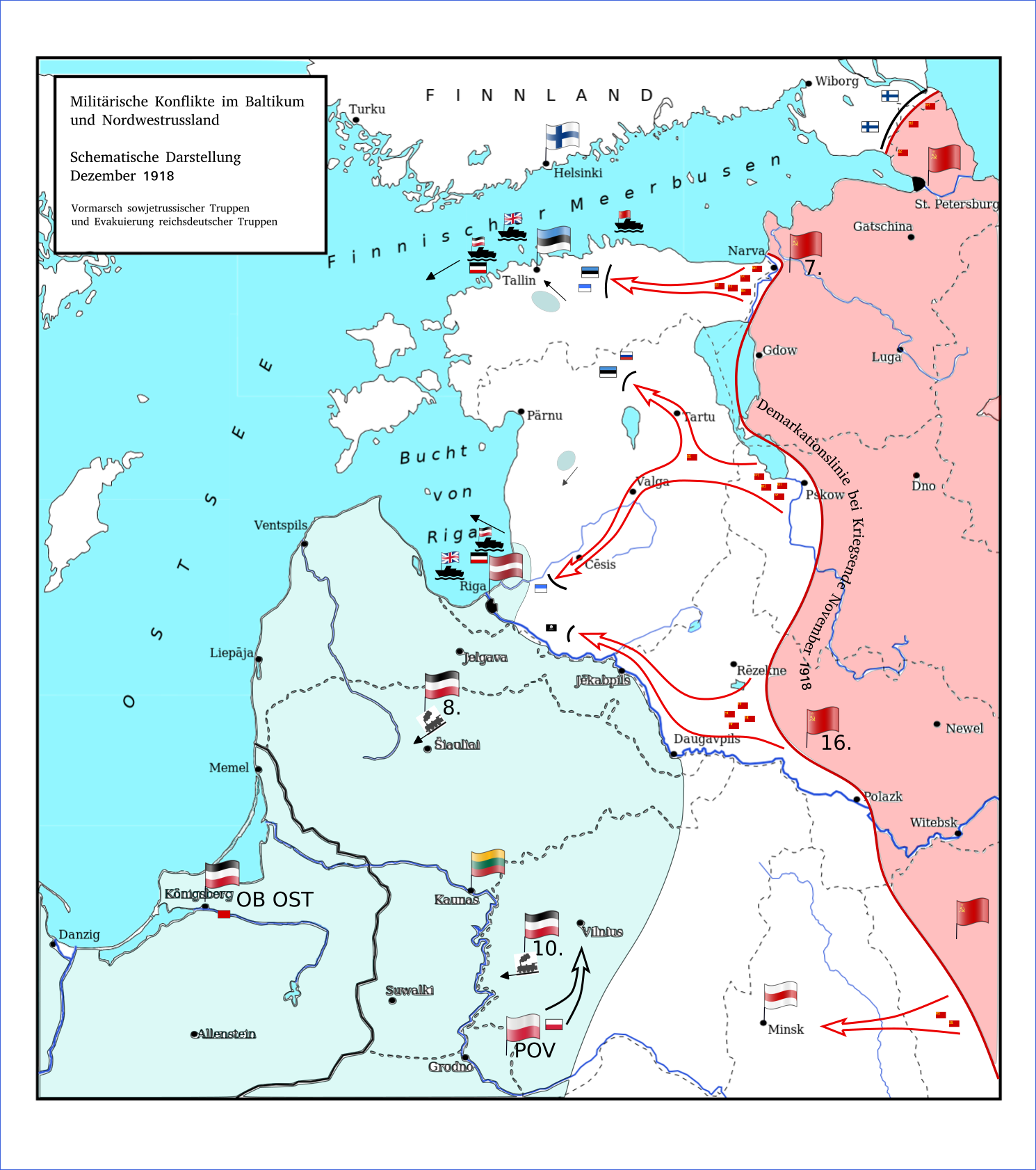
Situation im Dezember 1918

- Im Zuge der geplanten Ausbreitung der Weltrevolution wurde Lettland von der bolschewistischen Führung als Brücke nach Westeuropa angesehen. Bereits im Oktober 1918 begannen Planungen, über Lettland auf Ostpreußen vorzurücken. Hierfür sollten hauptsächlich die roten lettischen Schützenregimenter eingesetzt werden. Am 17. Dezember deklarierte Pēteris Stučka eine Lettische Sowjetrepublik als alleinige Macht in Lettland.
- Alle Führer der Weißen Bewegung betonten die territoriale Integrität Russlands und erkannten die Staatsgründungen im Baltikum nicht an.
- Die Politik der Alliierten des Weltkriegs war in Bezug auf das Baltikum nicht einheitlich.[5] Das Gebiet wurde in eine französische (Polen, Litauen, Memelgebiet) und eine britische (Lettland und Estland) Interessensphäre aufgeteilt. England verfolgte auch wirtschaftliche Interessen im Baltikum. Die lettische Regierung sollte im Kampf gegen die Sowjets unterstützt werden. Eine endgültige De-jure-Anerkennung wurde jedoch verweigert, da nach einem Sieg der weißen Truppen im Bürgerkrieg mit einem Verschwinden der Randstaaten gerechnet wurde. Die maßgebenden amerikanischen Politiker sahen in humanitärer Hilfe die beste Waffe gegen den Bolschewismus und verlegten sich deshalb in erster Linie auf die Sendung von Nahrungsmitteln und Hilfslieferungen durch das Amerikanische Hilfswerk.
- Für die deutsche Regierung der Volksbeauftragten hatte das Baltikum zunächst keine besondere Bedeutung. Die deutsch-baltische Minderheit war zu unbedeutend. Um Ostpreußen vor der sowjetischen Armee zu schützen, wurden ab Dezember 1918 freiwillige Truppen angeworben.[6] Allerdings wurde von den maßgebenden deutschen Vertretern im Baltikum eine eigenständige Politik betrieben. Diese hatte hauptsächlich eine Abmilderung der Kriegsniederlage durch die Erringung einer militärischen Machtstellung zum Ziel und führte zu einem zunehmenden Gegensatz mit der eigenen Regierung.[7]

### Offensive der sowjetischen Truppen bis Januar 1919

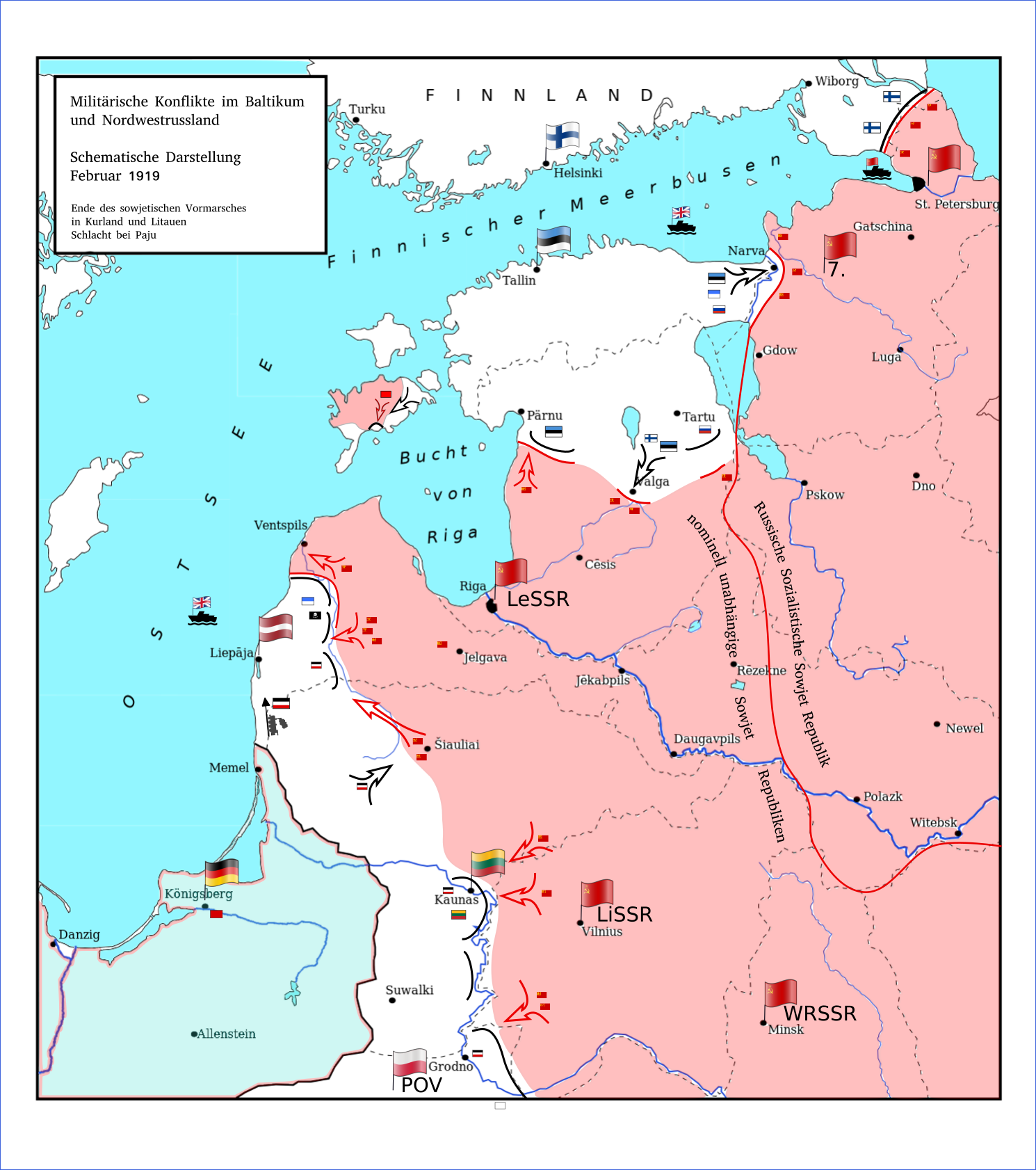
Situation im Januar 1919

Für den Angriff auf das Baltikum wurden auf Befehl des Oberkommandierenden Jukums Vācietis Truppen mit einer Stärke von rund 22.000 Mann bereitgestellt. Die 7. bolschewistische Armee sollte entlang der Bahnlinien beiderseits des Peipussees vorgehen, die Westarmee entlang der Daugava auf Riga operieren.
In den Gefechten am 26. November bei Pleskau und am 29. November bei Narva zeigte sich bereits der geringe Widerstandswille der deutschen Truppen, deren Soldatenräte teilweise selbständig Stellungen übergaben und Heeresgut verkauften. Am 17. Dezember wurde der wichtige Eisenbahnknotenpunkt Walk eingenommen. Dadurch drohten die weiter nördlich stehenden deutschen Kräfte abgeschnitten zu werden. Angesichts des geringen Widerstands wurde die Masse der sowjetischen 7. Armee nach Süden Richtung Riga abgedreht. Die verbliebenen sowjetischen Truppen im Norden sollten sich deshalb später als zu schwach erweisen, um das gesamte Gebiet Estlands einzunehmen.
Von der lettischen Bevölkerung mit Spruchbändern begrüßt, gingen die sowjetischen Truppen weiter auf Riga vor. Die deutsche 8. Armee leistete keinen Widerstand, und Versuche von gemischten freiwilligen Truppen der Baltischen Landeswehr und der Eisernen Brigade, eine Front aufzubauen, scheiterten. Die im Rigaer Hafen anwesenden britischen Kriegsschiffe griffen nicht aktiv in die Kämpfe ein.
In ihrer Notlage schloss die lettische bürgerliche Regierung am 29. Dezember 1918 einen Vertrag, der allen reichsdeutschen Freiwilligen, die sich am Kampf gegen den Bolschewismus beteiligen würden, das lettische Bürgerrecht garantierte. Zwei Tage später wechselte eine der drei lettischen Kompanien in Riga die Seiten und musste von deutsch-baltischen Truppen mit Hilfe britischer Marinesoldaten des Kreuzers HMS Ceres entwaffnet werden, wobei dessen Kapitän, Edwyn Alexander-Sinclair, drohte, im Falle von Widerstand die Schiffsartillerie einzusetzen. Am 4. Januar 1919 wurde Riga geräumt. Auf Schiffen und per Eisenbahn wurden noch zu letzter Stunde Flüchtlinge abtransportiert. Beträchtliche Kriegsgüter blieben zurück. Auch die Ceres verließ den Hafen und brachte die lettische Regierung in Sicherheit.
Die sowjetischen Truppen zogen am 4. Januar in Riga ein und hatten bereits am 9. Januar Jelgava besetzt. Dann erlahmte die Offensive allmählich, und die Front kam an der Venta zum Stehen. An der nördlichen Front in Estland mussten die sowjetischen Truppen ab dem 7. Januar sogar eine Gegenoffensive abwehren und wurden nach der Schlacht von Paju bis 4. Februar vom estnischen Staatsgebiet vertrieben.

### Situation in Libau
Die Angehörigen der lettischen bürgerlichen Regierung, die nicht ins Ausland geflohen waren, befanden sich nun in Libau und waren durch den Verlust des Staatsgebietes in eine noch schlechtere Lage gekommen. Militärisch war die Regierung vollständig von Deutschland abhängig. Versuche, lettische Truppen im unbesetzten Gebiet auszuheben, hatten wenig Erfolg. Die lettischen Streitkräfte bestanden so zum Großteil aus Deutschbalten und wurden zudem von Deutschland bezahlt. Eine Zusammenarbeit mit der politischen Vertretung der Deutschbalten, dem Baltischen Nationalausschuss, wurde jedoch verweigert, da dies eine Anerkennung der Besitzrechte der großen Landeigentümer bedeutet hätte. Mit Rücksicht auf die Entente-Staaten und die lettische Bevölkerung wurde stattdessen ein deutschfeindlicher Kurs eingeschlagen. Gleichzeitig forderte man von Deutschland ein Darlehen ohne Gegenleistung und sprach ihm den Status als Besatzungsmacht ab. Die praktische Hilfe der westlichen Alliierten, auf welche die Regierung setzte, blieb jedoch sehr gering. Aus Mangel an Geldmitteln musste Ministerpräsident Ulmanis auf eine Rundreise gehen, um bei den Staaten Litauen, Dänemark, Estland und Schweden ein Darlehen zu erbitten. Ein positives Ergebnis dieser Reise war ein Vertrag am 18. Februar über die Aufstellung von lettischen Verbänden auf estnischem Staatsgebiet. Diese Einheiten unter dem Befehl von Jorģis Zemitāns waren von Deutschland unabhängig und wurden später zur Nordlettischen Brigade ausgebaut.
Angesichts der Bedrohung Ostpreußens wurde im Januar 1919 die militärische Verteidigung deutscherseits reorganisiert. Durch neue Truppen und die Berufung energischer Kommandeure wie Josef Bischoff und Alfred Fletcher wurden erste Gegenangriffe möglich. Anfang Februar übernahm der General Rüdiger von der Goltz, der bereits im Finnischen Bürgerkrieg Erfahrungen im Kampf gegen die Sowjets gesammelt hatte, den Oberbefehl über alle Truppen in Kurland. Ihm standen Ende Februar 1919 frontfähige Truppen in der Stärke von etwa 13.000 Mann zur Verfügung.

### Situation Rätelettlands
Die sowjetischen Verbände wurden Anfang Januar 1919 als besondere Armee der Lettischen SSR unter dem Befehl von Pēteris Avens gegliedert. Diese Armee bestand Ende Januar aus der 1. lettischen Division, der Internationalen Division und der Nowgoroder Division und kam durch Zwangsaushebungen auf eine Stärke von etwa 20.000 Mann. Nach der Niederschlagung des Spartakus-Aufstands in Deutschland und Konsolidierung der gegnerischen Abwehr wurde ein Vorstoß nach Ostpreußen zur Ausweitung der Weltrevolution jedoch zunehmend utopisch. Im Februar 1919 wurde der Schwerpunkt der sowjetischen Angriffe nach Estland verlegt, um nach Ausschaltung dieser Flankenbedrohung weiter nach Westen vorzurücken. Gleichzeitig verlor der baltische Kriegsschauplatz durch die beginnenden Offensiven Koltschaks in Sibirien und die Intervention Frankreichs in der Ukraine für die sowjetrussische Führung an Bedeutung.
Auch der Rückhalt bei der lettischen Bevölkerung verringerte sich, da die versprochene Landverteilung nicht stattfand und durch den Abtransport von Lebensmitteln ins Innere Russlands die Versorgungslage angespannt war. Die lettischen Gewehrschützen zeigten wenig Eifer, gegen Estland zu kämpfen, und in Lettgallen bildeten sich sogar sogenannte „Grüne“ Partisanengruppen, die gegen die Sowjetbehörden aufbegehrten.
Die deutsch-baltische Bevölkerung als Ganzes sowie die besitzenden Letten und Juden hatten im Gebiet Rätelettlands indessen starke Repressalien zu erdulden. Durch immer neue Dekrete sollte der Bourgeoisie die Lebensgrundlage genommen werden. Der 3. Rätekongress Lettlands erklärte am 13. Januar 1919: „Wir haben keine nach den Grundsätzen der Gerechtigkeit urteilenden Gerichte, sondern eine Abrechnung mit unserem Gegner, dem alle früheren Rechte genommen werden und der vom gesellschaftlichen Leben isoliert wird.“ Im Wald von Biķernieki wurden täglich Todesurteile vollstreckt. Bis Mai 1919 kamen etwa 5000 Menschen auf diese Weise um. Die Anzahl der Inhaftierten war auf über 18.000 Personen angestiegen. Nach einer Statistik der Stadt Riga waren 8590 Personen verhungert.

### Antisowjetische Offensive in Kurland im März 1919

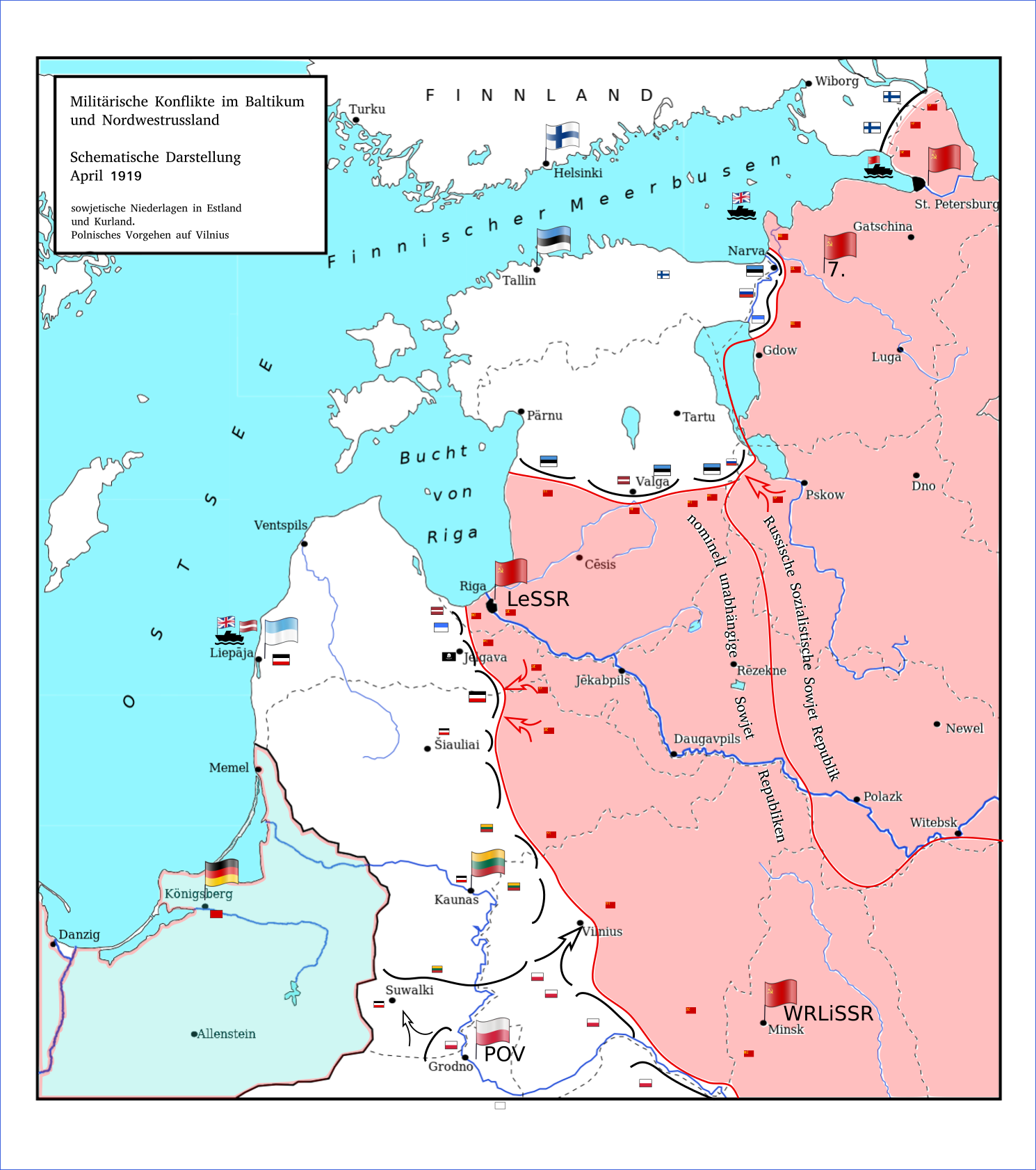
Situation im April 1919

General von der Goltz beabsichtigte von vorneherein, aus politischen und militärischen Gründen die Verteidigung Ostpreußens offensiv zu führen, was im Interesse aller antisowjetischen Kräfte war. Am 5. März begann mit der Eroberung des wichtigen Bahnknotenpunktes Murawjewo in Litauen eine planmäßige Offensive, an der auch das südlich benachbarte 52. Armeekorps teilnahm. Die verbündeten deutschen und lettischen Truppen erreichten bis Ende März die Linie Jūrmala–Tukums–Jelgava–Bauska und nahmen damit ganz Kurland in Besitz. Das sowjetische militärische Oberkommando erwog aufgrund dieser Niederlage, sich ganz aus dem Baltikum zurückzuziehen. Ein weiterer Vormarsch deutscher Truppen unterblieb jedoch zunächst aus politischen Gründen. Mit der Gewinnung einer kräftesparenden Verteidigungslinie war nach Ansicht des deutschen Oberkommandos in Kolberg das Operationsziel erreicht.
Im eroberten Gebiet kam es zu zahlreichen Übergriffen der Freikorps-Angehörigen und Erschießungen von echten und vermeintlichen Bolschewisten, was die angespannten deutsch-lettischen Beziehungen zusätzlich belastete. Im Norden Kurlands blieb eine Partisanenbewegung bestehen, die gegen die deutsche und bürgerlich-lettische Verwaltung operierte.

### Politische Entwicklung und Einnahme von Riga
Die unklaren Verhältnisse im revolutionären Deutschland und die Abwesenheit des Reichsbevollmächtigten Winnig hatten zur Folge, dass der militärische Befehlshaber von der Goltz die maßgebende politische Instanz Deutschlands wurde. Nachdem anfängliche Bemühungen, die Interessen der verschiedenen Parteien in Einklang zu bringen, gescheitert waren, betrieb er zunehmend eine eigene Politik, die sich nicht immer mit den Vorgaben seiner militärischen Vorgesetzten und der Regierung in Berlin deckten. Der Schutz Ostpreußens und Lettlands war für ihn nur der erste Schritt einer Entmachtung der Bolschewisten. Durch die militärische Beteiligung Deutschlands am Russischen Bürgerkrieg und das Bündnis mit einem zukünftigen Russland sollte die Kriegsniederlage im Westen ausgeglichen werden. Den Hauptgegner Deutschlands sah er in England, welches die Randstaaten als Cordon sanitaire zwischen Russland und Deutschland propagierte, um ein solches Bündnis zu verhindern.
Die Spannungen zwischen den Deutschbalten und der lettischen bürgerlichen Regierung verschärften sich zunehmend und führten am 16. April zum Putsch der „Stoßtruppe“, eines Bataillons der Baltischen Landeswehr. Dadurch wurden die Gegensätze zwischen den Nationen weiter verschärft, obwohl vorerst durch die Einsetzung einer neuen Regierung unter Andrievs Niedra am 17. Mai ein weiterer Vormarsch auf Riga möglich wurde. Der wichtigste lettische Truppenteil, die zur Landeswehr gehörige Brigade Balodis, verurteilte den Putsch, arbeitete jedoch loyal mit Niedra zusammen, um die geplante Operation auf Riga nicht zu gefährden.
Von der Goltz erreichte die Erlaubnis zu dieser Operation von der deutschen Regierung unter der Bedingung, dass nur lettische Truppen für den Hauptstoß eingesetzt würden. In einem waghalsigen Unternehmen begann am 22. Mai 1919 der frontale Angriff durch die Tirulsümpfe (Tīreļpurvs), der noch am selben Tag zur Einnahme der wichtigen Düna-Brücken in Riga führte. Der lettische Sieg gegen die sowjetischen Truppen und die Einnahme Rigas am 22. Mai 1919 wurden von den Letten später als das „Wunder an der Daugava“ bezeichnet.
Die rechte Flanke der deutsch-baltischen und lettischen Einheiten wurde dabei von reichsdeutschen Verbänden gehalten. Eine seit dem 17. April im Gang befindliche sowjetische Offensive bei Bauska konnte ebenfalls abgewehrt werden. Die rätelettische Armee büßte bei diesen Kampfhandlungen durch Verluste und Desertationen mehr als die Hälfte ihres Bestands ein, räumte auch ihre nördliche Front gegenüber den Esten und zog sich bis nach Lettgallen zurück. Die restlichen Truppen in der Stärke von etwa 17.000 Mann wurden in die 15. und 16. Sowjetarmee eingegliedert.
Unmittelbar nach der Schlacht lief ein amerikanisches Schiff mit Lebensmitteln in den Hafen der notleidenden Stadt Riga ein.

## Zweiter Abschnitt: Konflikt zwischen deutsch-baltischen und estnisch-nordlettischen Truppen

### Aktionen der abgesetzten Regierung Ulmanis
Der abgesetzte Ministerpräsident Ulmanis war beim Libauer Putsch in das britische Konsulat geflohen und residierte in der Folgezeit auf dem Schiff „Saratov“, welches im Libauer Hafen unter britischem Schutz ankerte. Die Alliierten betrachteten ihn trotz teils scharfer Kritik an seiner Politik nach wie vor als rechtmäßigen Ministerpräsidenten. Auch Estland und die nordlettischen Truppen Zemitāns’ erklärten sich für ihn.
Verhandlungen über eine Rückkehr von Ulmanis als Ministerpräsident unter Einbeziehung von Vertretern der Deutschbalten, Juden und rechten Letten zerschlugen sich schließlich. Stattdessen konstituierte sich am 10. Mai die Regierung von Andrievs Niedra, welche sich ausschließlich auf die deutsch-baltische Minderheit und die deutsche Besatzungsmacht stützte und keinen Rückhalt im lettischen Volk hatte.

### Konfrontation mit Esten und Nordletten

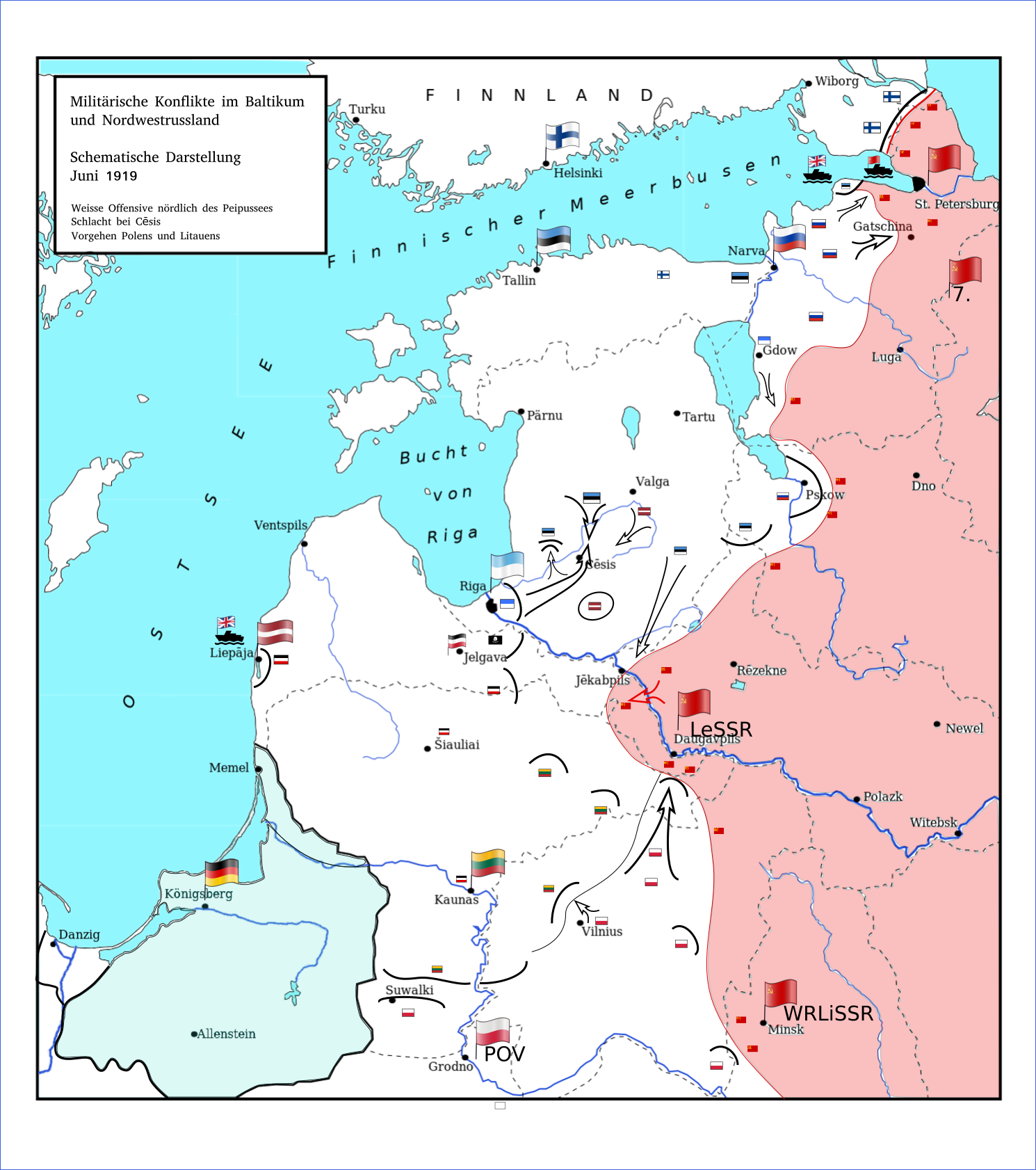
Situation im Juni 1919

Unter Ausnutzung der deutsch-lettischen Operation auf Riga ging auch die estnische Armee in Nordlettland zur Offensive über und erreichte bis 5. Juni die Linie Cēsis–Krustpils. Durch schnelles Vorgehen wollten die Esten den Machtbereich der Deutschen und der unter ihrem Schutz stehenden Niedra-Regierung möglichst eindämmen. Die nordlettischen Truppen begannen im besetzten Gebiet mit der Enteignung der Großgrundbesitzer, unter anderem des Pfarrguts von Niedra in Kalsnava, und nahmen sowjetische Überläufer auf.
Am 6. Juni kam es zu ersten Zusammenstößen mit Truppen der Landeswehr, welche das nordlettische Gebiet ihrerseits für die Niedra-Regierung in Besitz nehmen wollten. Der Vertreter der amerikanischen Kommission Warwick Greene konnte einen Waffenstillstand aushandeln, um die Parteien zum gemeinsamen weiteren Kampf gegen den Bolschewismus zu bewegen. Mit dem Eintreffen des Leiters der Alliierten Militärmission Hubert Gough wenige Tage später änderte sich jedoch die alliierte Politik. Gough war entschlossen, jedem weiteren Machtzuwachs Deutschlands entgegenzutreten. Vom General von der Goltz wurde am 16. Juni verlangt, die Hälfte seiner Truppen sofort nach Deutschland zurückzuführen und Kārlis Ulmanis die Bildung einer neuen Regierung in Riga zu ermöglichen.
Mit der Unterstützung von Goltz im Hintergrund wurde wenig später die gewaltsame Besetzung Nordlettlands beschlossen, um somit durch Konsolidierung des Niedra-Staates vollendete Tatsachen zu schaffen. Entscheidend für diesen Entschluss war die Überzeugung Goltz’, dass Deutschland die Unterzeichnung des Versailler Vertrags, über die in diesen Tagen heftige Diskussionen stattfanden, verweigern werde. Eine Nichtunterzeichnung hätte zur Wiederaufnahme der Kampfhandlungen mit den Westmächten geführt. Dementsprechend glaubte Goltz, auch im Baltikum allen Forderungen der Alliierten entgegentreten zu müssen. Diese auf offenbar falschen Informationen beruhende Überzeugung hatte unter anderem auch die Räumung Libaus von deutschen Truppen zur Folge, welche im Bereich der britischen Schiffsartillerie lagen.

### Militärischer Konflikt zwischen Landeswehr und estnischer Armee
Für den neuen Feldzug in Nordlettland standen nur begrenzt Truppen zur Verfügung. Wesentliche Teile der reichsdeutschen Truppen mussten weiterhin die Front gegen die Sowjets besetzt halten. Die russischen (Abteilung Lieven) und lettischen (Brigade Balodis) Truppenteile der Landeswehr erklärten sich für neutral. Der Befehlshaber Jānis Balodis hatte vorher bei einem Geheimtreffen mit Zemitāns auch einen Übertritt auf die estnische Seite abgelehnt. Um die öffentliche Ordnung aufrechtzuerhalten, verblieb der Stoßtrupp, das stärkste Bataillon der Landeswehr, in Riga. Weder bei den Angehörigen der reichsdeutschen Freikorps noch auf deutsch-baltischer Seite fand der neue Krieg viel Verständnis.
Am 20. Juni begann der Vormarsch der nunmehr durch Freikorps verstärkten, etwa 5000 Mann starken deutsch-baltischen Truppen. In der folgenden Schlacht bei Cēsis standen diesen etwa 8000 estnische und nordlettische Soldaten gegenüber. Nach dem Scheitern des Durchbruchversuchs und einem Rückschlag bei weiter westlich eingesetzten „ausgeliehenen“ Teilen der Eisernen Division zog sich die Landeswehr zurück, um eine Umgehung zu vermeiden. Im weiteren Verlauf der Kämpfe konnten die Esten bis an die Landenge bei Jugla nordöstlich Riga vorrücken und die Düna-Mündung mittels Kriegsschiffen bedrohen. Durch Vermittlung der Alliierten kam am 3. Juli der Waffenstillstand von Strasdenhof zustande. Die deutschen Truppen zogen sich daraufhin nach Kurland zurück. Die Regierung Niedra hatte bereits am 29. Juni ihre Arbeit eingestellt.

## Dritter Abschnitt: militärischer Konflikt Lettlands mit der deutsch-russischen Bermondt-Armee

### Reorganisation der lettischen Regierung und Armee während des Waffenstillstands
Die Bedingungen des Vertrags von Strasdenhof ermöglichten Kārlis Ulmanis am 9. Juli die Rückkehr nach Riga. Eine neugebildete Regierung bestand aus sechs lettischen, drei deutsch-baltischen und einem jüdischen Vertreter. Die reichsdeutschen Verbände sollten so bald wie möglich das Land verlassen. Stattdessen wurde nun die Armee Lettlands mit alliierter Hilfe ausgebaut und unter einheitlichem Kommando reorganisiert. Die Brigade Balodis wurde als 1. Kurländische Division an die Bolschewistenfront verlegt, die Nordlettische Brigade als 2. Livländische Division übernahm den Schutz Rigas. Gleichzeitig wurde mit der Aufstellung einer 3. Lettgallischen und 4. Semgallischen Division begonnen. Die Baltische Landeswehr wurde nach Ausscheiden aller Reichsdeutschen als gesonderter Verband in die lettische Armee übernommen. Ende September 1919 betrug die Truppenstärke der lettischen Armee etwa 40.000 Mann. Darunter waren gut 1000 Juden, die als lettische Bürger für die Unabhängigkeit ihres Landes kämpften. Die östliche Frontlinie nördlich des Lubān-Sees blieb von der estnischen Armee besetzt.

### Die Bildung der Bermondt-Armee
Im Juli 1919 war der östliche Teil Lettlands noch unter Kontrolle der Bolschewisten, die jedoch nach den Niederlagen vom Mai keine Angriffsabsichten zeigten. Im Westen des Landes befanden sich weiterhin deutsche Truppen, was zu Reibungen mit den dortigen lettischen Zivilbehörden führte. Wesentliche Teile der deutschen Freikorps beabsichtigten, im Rahmen einer im Entstehen begriffenen russischen Weißen Armee weiter gegen die Bolschewisten zu kämpfen. Diese Westrussische Befreiungsarmee wurde seit Mai mit deutscher Hilfe aus russischen Kriegsgefangenen des Weltkriegs rekrutiert. Zum Befehlshaber wurde Pawel Bermondt-Awaloff ernannt. Die hauptsächliche Schlagkraft stellten die deutschen Freikorps dar. Die Armee sollte nach Klärung der politischen und finanziellen Voraussetzungen durch aufgelöste innerdeutsche Freikorps auf eine Stärke von 200.000 Mann verstärkt werden. Tatsächlich verfügte Bermondt nach eigenen Angaben Ende September über etwa 50.000 Mann.
Am 26. August fand unter Leitung der Alliierten in Riga eine Konferenz der baltischen Staaten sowie Polens und der beiden russischen Weißen Armeen Bermondt und Judenitsch statt. Hier wurde eine gemeinsame Offensive beschlossen, bei der die Armee Bermondts über Dünaburg auf Welikije Luki vorgehen sollte. Um eine solche Offensive zu verhindern, bot die Sowjetregierung den baltischen Staaten wenig später separate Friedensverhandlungen an. Außerdem verlangten die Alliierten kurz darauf in einer erneuten politischen Kehrtwendung von Bermondt das Ausscheiden der deutschen Truppenteile, was den Plan endgültig zum Scheitern brachte.

### Militärischer Konflikt mit Bermondt

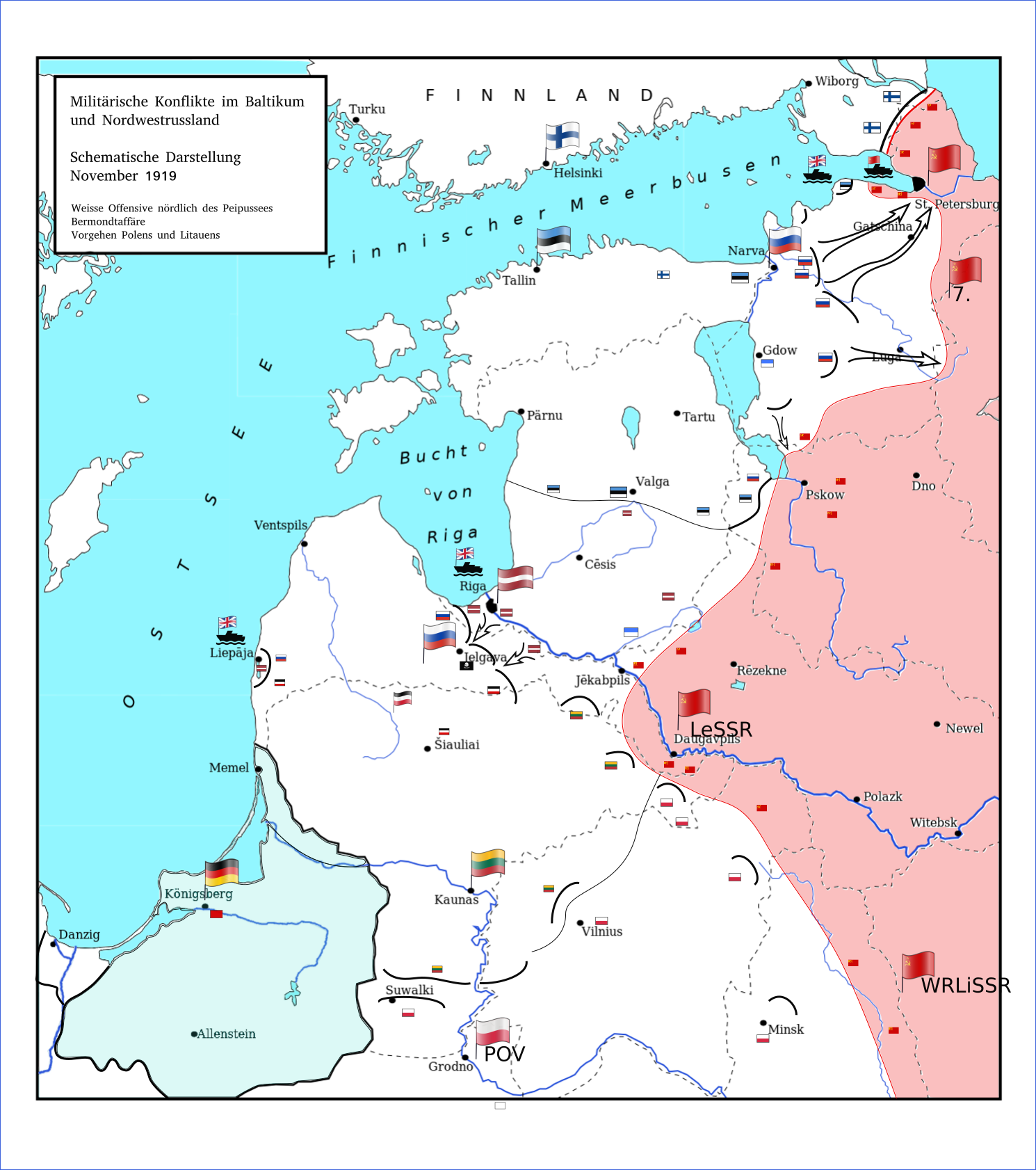
Situation im November 1919

Die Unnachgiebigkeit Bermondts stellte für den lettischen Staat eine Bedrohung dar. Bermondt erklärte Ende September Kurland zu einer Provinz Russlands und forderte von Lettland den freien Durchmarsch zur Bolschewistenfront sowie die Stellung einer Basis.
Aufgrund des Einvernehmens mit Sowjetrussland konnten die Letten im September starke Truppenteile von der östlichen Front heranführen. Das Kräfteverhältnis zu Bermondt war so ungefähr ausgeglichen. Durch den Angriff Bermondts am 8. Oktober wurde die lettische Armee auf das rechte Düna-Ufer zurückgeworfen und begann überstürzt mit der Räumung Rigas. Von Seiten der Alliierten wurde die Lebensfähigkeit des neuen Staates angezweifelt und stattdessen eine Unterstützung Bermondts in Betracht gezogen.
Die militärische Krise konnte jedoch gemeistert werden. Nach Wechseln in der militärischen Führung und dem Eintreffen von zwei estnischen Panzerzügen in Riga hob sich der Kampfgeist, und die Front kam zum Stehen. Die Lage der deutsch-russischen Verbände Bermondts verschlechterte sich hingegen im Oktober entscheidend durch die Sperrung der deutschen Grenze für den Nachschub. Diese Sperrung erfolgte aufgrund von politischem Druck seitens der Entente-Staaten, welche sich nunmehr auf der Friedenskonferenz in Paris für eine Unterstützung Lettlands entschieden hatten. Eine Interalliierte Baltikum-Kommission wurde zur Überwachung der Rückführung der deutschen Truppen eingesetzt.
Mithilfe der britischen Schiffsartillerie in der Düna-Mündung begann die lettische Armee am 3. November eine Gegenoffensive, die am 11. November zum Durchbruch und zur Rückeroberung der westlichen Rigaer Vorstädte führte. Der Name der Straße entlang des rechten Düna-Ufers, 11. novembra krastmala, erinnert an diesen entscheidenden Tag. Am 21. November konnte Jelgava eingenommen werden. Am 26. November 1919 erklärte die Republik Lettland sogar dem Deutschen Reich den Krieg. Die geschlagenen Truppen Bermondts hatten sich nämlich nach der Niederlage unter den Befehl von General Walter von Eberhardt, dem Nachfolger von der Goltz’, gestellt. Bis zum 28. November waren die letzten deutsch-russischen Verbände aus dem westlichen Lettland vertrieben.

## Vierter Abschnitt: die Offensive in Lettgallen und Friedensschluss

### Verhandlungen
Nachdem die Gefahr durch die Armee Bermondts sowohl für Lettland als auch Sowjetrussland beseitigt war, trat der beiderseitige Gegensatz wieder in den Vordergrund. Verhandlungen über eine freiwillige Räumung Lettgallens durch die Sowjetarmee scheiterten. Stattdessen wurden die Truppen der Sowjets nach den Siegen über Judenitsch und Denikin wieder verstärkt und die Propaganda in Lettland erhöht. Vom lettischen Oberkommando wurde die Bereitschaft großer Teile der eigenen Truppen, gegen die Sowjets zu kämpfen, angezweifelt.
Deshalb wurde ein Hilfsangebot Polens, welches den östlichen Teil Litauens besetzt hielt, angenommen. Am 29. Dezember 1919 wurde eine gemeinsame Offensive in Lettgallen beschlossen.

### Offensive in Lettgallen

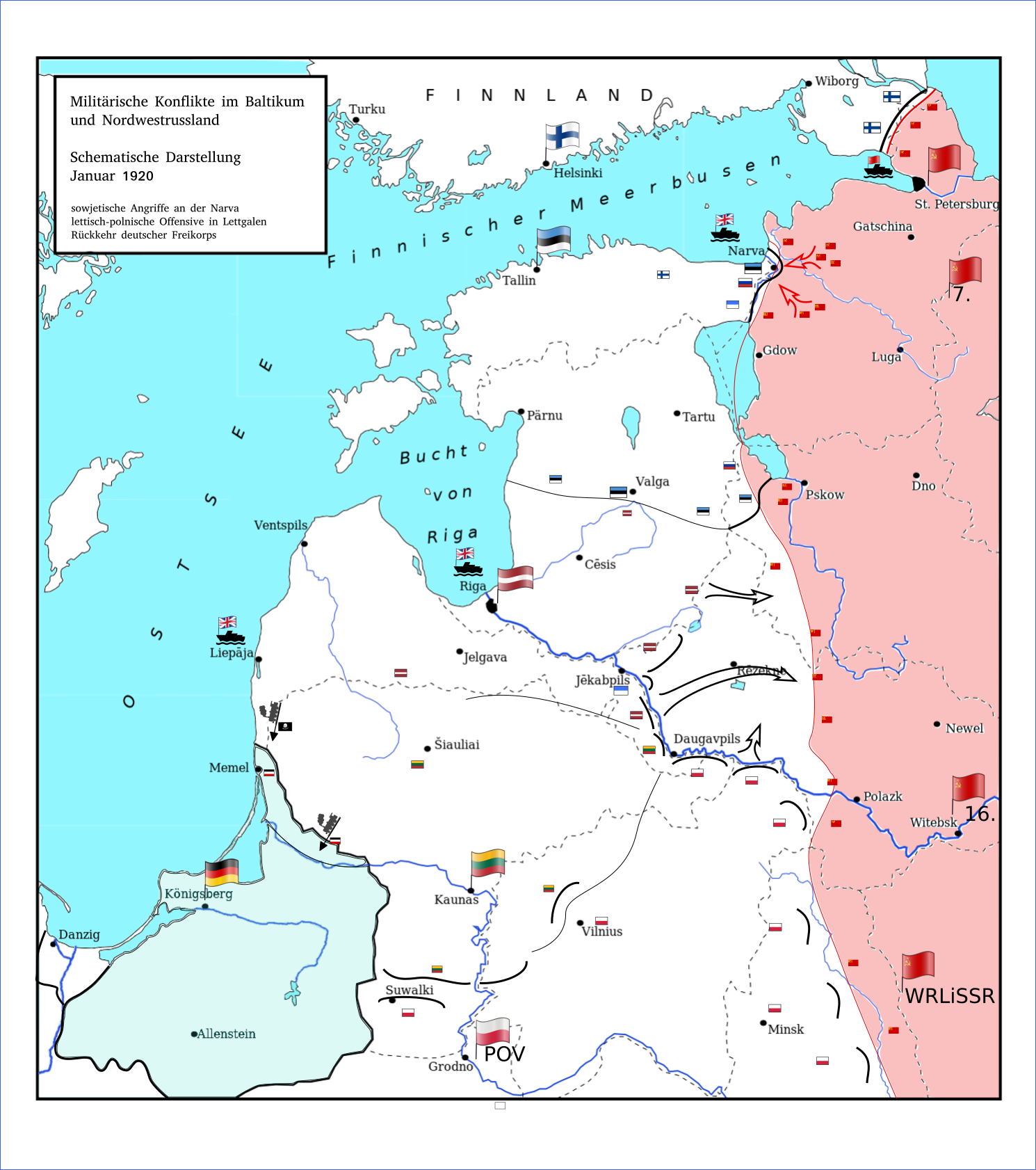
Situation im Januar 1920

Der polnisch-lettische Oberbefehlshaber Edward Rydz-Śmigły hatte am 3. Januar 1920 etwa 20.000 Mann lettische Truppen sowie drei polnische Divisionen zur Verfügung. Die Sowjets waren an Infanterie zahlenmäßig unterlegen, hatten jedoch mehr Artillerie zur Verfügung.
Der unerwartet schnelle Vormarsch brachte am 3. Januar Dünaburg, am 14. Januar Pytalowo und am 21. Januar Rēzekne unter die Kontrolle Lettlands. Nachdem die Baltische Landeswehr und das 9. Rossitische Regiment am 30. Januar den Grenzfluss Zilupe erreicht hatten, kam die Front zum Stehen. Am 1. Februar trat ein lettisch-sowjetischer Waffenstillstand in Kraft, der mit Rücksicht auf die Alliierten und Polen zunächst auch vor den eigenen Truppen geheim gehalten wurde. Deshalb kam es noch des Öfteren zu örtlichen Kampfhandlungen.

### Ende der Konflikte
Die lettische Sowjetregierung hatte sich bereits am 13. Januar 1920 selbst aufgelöst. Am 12. Juni kam ein Abkommen über den gegenseitigen Austausch von Gefangenen und Flüchtlingen zustande. Am 11. August 1920 wurde schließlich der Friedensvertrag von Riga zwischen Lettland und Sowjetrussland unterzeichnet. Mit Deutschland wurde der formelle Kriegszustand am 15. Juli 1920 beendet.
Ein Streit über die Grenzziehung mit Estland und den Besitz der Stadt Walk drohte nach einem estnischen Ultimatum vom 24. Dezember 1919 zu einem bewaffneten Konflikt zu eskalieren. Auf britischen Druck wurde die Nordgrenze Lettlands von einer gemischten Kommission unter der Leitung von Stephen Tallents am 1. Juli 1920 festgelegt. Litauische Truppen räumten ein von Lettland beanspruchtes Gebiet südlich der Düna nach einer vergleichbaren Regelung im Jahr 1921.
Innenpolitisch konsolidierte sich der Staat nach der Wahl zu einer Verfassunggebenden Versammlung. Noch 1920 wurde das Gesetz über die Landreform verabschiedet.
Nachdem die Alliierten ihre Interventionspolitik in Russland aufgegeben hatten und Handelsbeziehungen mit Sowjetrussland anknüpften, erfolgte am 26. Januar 1921 die offizielle De-jure-Anerkennung Lettlands durch das Vereinigte Königreich Großbritannien und Irland und Frankreich, am 27. Juli 1922 durch die USA. Lettland wurde auch Mitglied des Völkerbundes.

## Kriegsopfer

### Verluste der kämpfenden Truppen
Für die Verluste der kämpfenden Truppen liegen nur vereinzelt genaue Zahlenangaben vor. Während des Vormarsches der bolschewistischen Truppen kam es nur zu kurzfristigen Kampfhandlungen. Die Kämpfe wurden grausam geführt und Gefangene der verschiedenen Kriegsparteien oft erschossen. Bei der Eroberung von Ventspils im Januar 1919 wurde eine reichsdeutsche Kompanie, die sich auf freien Abzug hin ergeben hatte, gefangengesetzt und später vollständig niedergemacht. Nach der Rückeroberung der Stadt am 25. Februar folgte daraufhin eine Strafaktion der Landeswehr, bei der etwa 150 Menschen erschossen wurden. Das deutsche VI. Reservekorps inklusive des lettischen Bataillons hatte beim Vormarsch im März 1919 362 Mann Verluste (etwa 120 davon Tote). Nach der Eroberung Rigas war die Zahl der Toten auf etwa 440 Mann angestiegen. Sowjetische Verlustmeldungen liegen nicht vor, nach den Niederlagen bei Riga betrug die Anzahl der Deserteure jedoch ein Vielfaches der Verwundeten und Toten. Auch beim Zusammenbruch der Armee Bermondts im Herbst 1919 verließen die Freiwilligen scharenweise die eigenen Truppen, so dass keine Verlustangaben vorhanden sind. Die Armee Lettlands hatte beim Kampf gegen Bermondt 743 Todesopfer zu beklagen. Die Zahl der bei der Eroberung Lettgallens umgekommenen und vermissten lettischen Soldaten einschließlich Landeswehr belief sich auf etwa 1.300 Mann.

### Opfer des „roten“ und „weißen“ Terrors
Am meisten hatte die Zivilbevölkerung unter dem Krieg zu leiden. Bereits beim Rückzug der Bolschewisten im März 1918 wurden viele als Geiseln mitgeführte Zivilisten auf dem Marsch nach Pskow erschossen. Entsprechend der Ideologie des Klassenkampfes wurde auch bei der Rückkehr im Dezember keine Rücksicht auf die überlieferten Kriegsgebräuche genommen. Die Unverletzlichkeit von Parlamentären wurde missachtet und in den roten Machtbereich gelangte Zivilisten und Soldaten der gegnerischen Parteien inhaftiert oder erschossen. Nach der Einrichtung der Lettischen Sozialistischen Sowjetrepublik (LSSR) wurden in den einzelnen Landkreisen Revolutionstribunale eingerichtet, die gegen den Klassenfeind vorzugehen hatten und selbständig Todesurteile verhängen konnten. Diese uneingeschränkte Macht der Tribunale wurde oft zur persönlichen Bereicherung oder Begleichung alter Rechnungen, auch aus der Zeit der Revolution von 1905, missbraucht. Die Todesurteile wurden normalerweise in neueingerichteten Konzentrationslagern bei Valmiera, Pļaviņas und Biķernieki durchgeführt. Besondere Dekrete der Regierung richteten sich gegen Pastoren und die baltischen Adligen, welche am 25. April 1919 mitsamt ihren Familienangehörigen außerhalb des Gesetzes gestellt wurden. Beim Herannahen der Front wurden Gefangene nach Möglichkeit noch erschossen oder auf Todesmärschen zurückgeführt, so geschehen in Jelgava, Riga und Pļaviņas. Die Gesamtzahl der Todesopfer des „roten“ Terrors in Lettland wird auf etwa 5000 Menschen geschätzt. An einige Einzelschicksale kirchlich orientierter evangelischer deutsch-baltischer Opfer des „roten“ Terrors wird stellvertretend im Evangelischen Namenkalender erinnert, nämlich an Xaver Marnitz, Marie Schlieps, Karl Schlau und Marion von Klot, die im kirchlichen Bereich bisweilen als „baltische Märtyrer“ zusammengefasst werden.
Der „weiße“ Terror in Lettland wurde durch verschiedene Gruppen mit teils unterschiedlichen politischen Motiven durchgeführt. Im Herrschaftsbereich der Truppen unter Rüdiger von der Goltz herrschte eine strenge Militärjustiz mit dem sogenannten Standrecht, die allerdings Vergehen der eigenen Truppen nur lax handhabte. Oft wurden nicht nur Bolschewisten und Rotarmisten erschossen, sondern jeder, der den Deutschen irgendwie verdächtig erschien. Von deutsch-baltischer Seite wurden Erschießungen oftmals als Reaktion auf vorhergehende Verbrechen der Bolschewisten bezeichnet. Im Winter und Frühjahr 1919 wurden bei Ventspils etwa 150, bei Tukums etwa 500 und in Jelgava 600 Menschen umgebracht. Daneben wurden von den deutschen Söldnern, unter denen sich teils höchst zweifelhafte Elemente befanden, zahllose Verbrechen zur persönlichen Bereicherung begangen und die Taten teilweise durch Ermordung der Zeugen verdeckt. In den Tagen nach der Eroberung Rigas am 22. Mai 1919 wurden bei der Durchkämmung der Stadt, teilweise abweichenden Presseberichten zufolge, 2000 bis 4000 Menschen umgebracht. Die Leichen, bei denen es sich fast ausschließlich um Letten handelte, lagen tagelang unbestattet auf den Straßen.
Auch die am 9. Juni eingeführten Kriegsgerichte, die aus zwei Offizieren der deutsch-baltischen und einem des lettischen Teils der Landeswehr bestanden, fällten ihre Urteile meist ohne Beweisaufnahme aufgrund persönlicher Vermutungen. Die anwesenden Vertreter der bürgerlichen Regierungen Lettlands und der West-Alliierten vermuteten in diesem Vorgehen einen bewussten Schritt der Deutschen, um die demografische Zusammensetzung der Bevölkerung zugunsten der ansässigen Deutschbalten sowie der geplanten siedlungswilligen Reichsdeutschen zu verschieben. Nach der Übernahme der Befehlsgewalt durch die Westrussische Befreiungsarmee im Oktober 1919 wurde der Terror auch auf die Vertreter des bürgerlichen Lettland ausgedehnt. Der Terror unter Rüdiger von der Goltz und später Pawel Bermondt-Awaloff kostete insgesamt etwa 6000 Menschen das Leben.
Wegen des Krieges waren bis Juli 1919 bereits über 20.000 Deutschbalten emigriert. Auch viele Angehörige der lettischen Schützenregimenter blieben nach Friedensschluss in Sowjetrussland.

### Zerstörungen
Das Gebiet Kurlands war bereits im Ersten Weltkrieg Kampfzone und deshalb teilweise verwüstet und verlassen. Der Unterhalt der kämpfenden Truppen wurde durch Requirierung von Lebensmitteln im Hinterland bestritten. Die Regierung der LSSR transportierte zudem Lebensmittel nach Russland, um die dortigen Bolschewisten im Bürgerkrieg zu unterstützen. Da wenig Artillerie im Konflikt eingesetzt wurde, hielten sich auch die Zerstörungen im Vergleich zum Ersten Weltkrieg in Grenzen. Lediglich in den westlichen Vororten Rigas kam es Ende Oktober und Anfang November 1919 zu größeren Sachschäden infolge Artilleriebeschusses durch Schiffs- und Bodengeschütze. Die angerichteten Gebäudeschäden beim Rückzug der Bermondt-Armee werden mit 3 Kirchen, 21 Schulen, 364 Wohnhäusern und 710 Wirtschaftsgebäuden beziffert.